# 사바켄
사바켄(Sarbakan)은 퀘백 주의 퀘백 시에 거주하는 캐나다인의 비디오 게임 스튜디오이다.
1998년 가이 바우처 (Gy Boucher)가 설립을 한 지 10년이 지나고, 사바켄은 주로 웹 기반의 600 가지 이상의 게임을 제공했으며 플래시 게임 개발에서 콘솔 디지털 다운로드 게임으로 초점을 전환하기 시작했다.
2010년, 사바켄은 디즈니 인터렉티브 스튜디오 및 다른 스튜디오와 협력하여 iOS 및 안드로이드 플랫폼용 게임을 제작하기 시작했다.

## 게임 목록
- 악몽 에피소드
- 아케인